# Nypel rowerowy

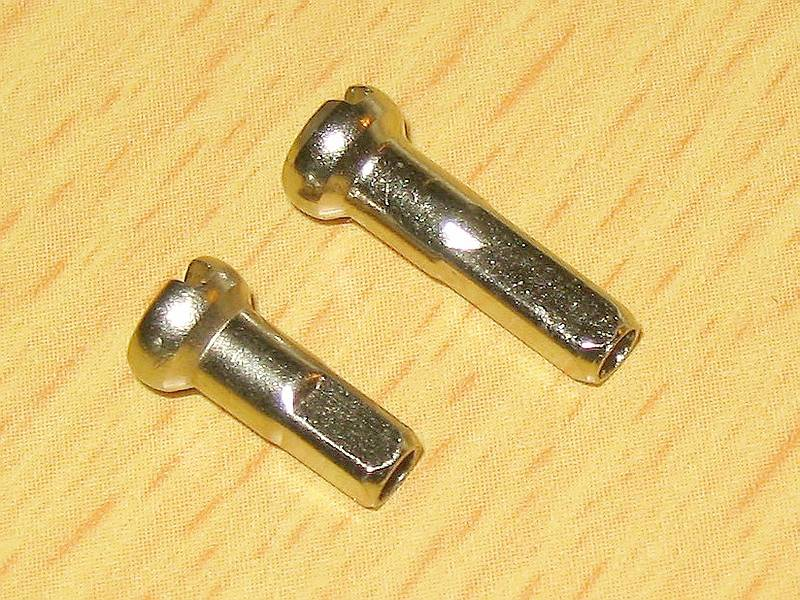
Nyple 12 i 16 mm

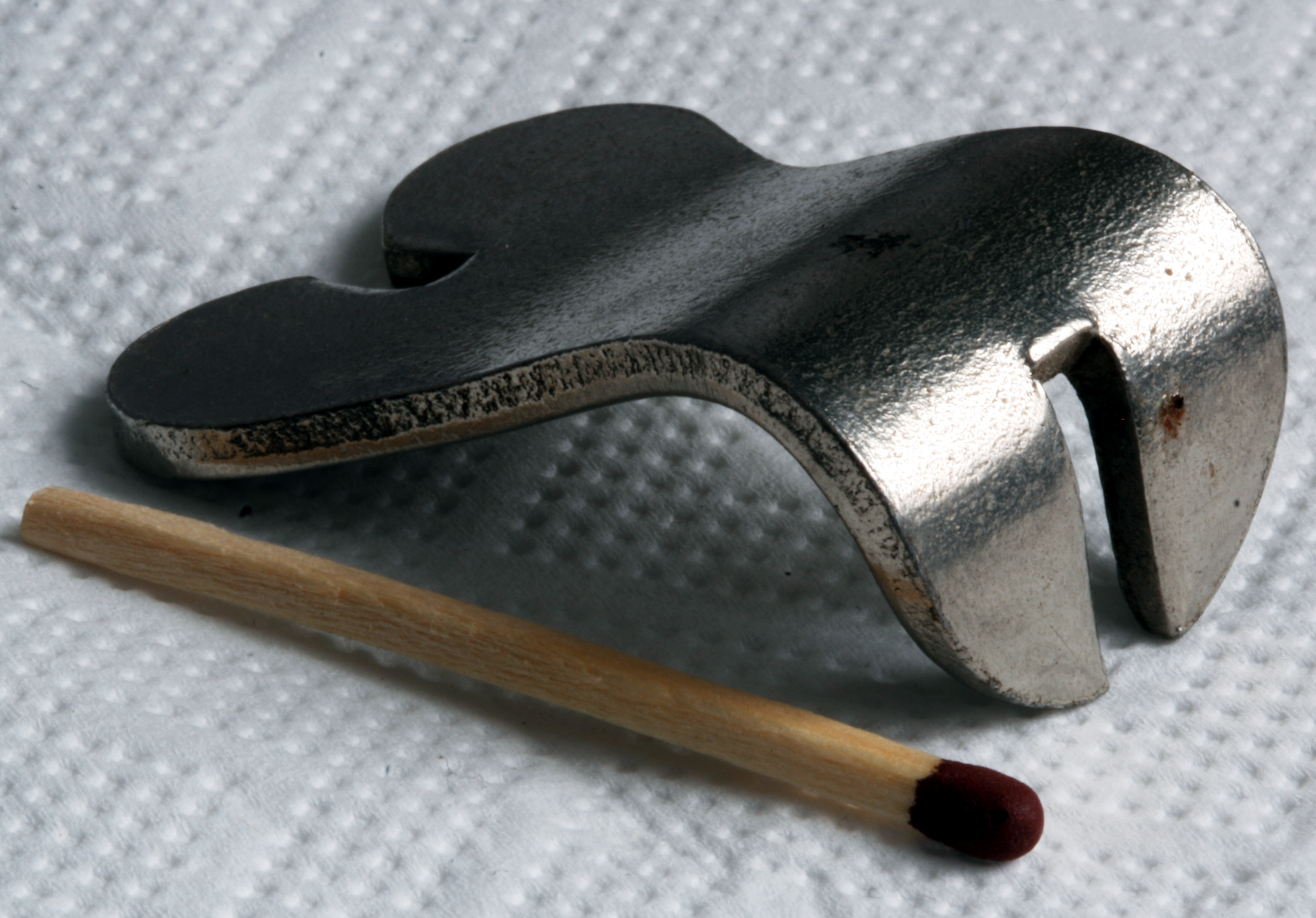
Klucz do nypli rowerowych

Nypel rowerowy – część koła szprychowanego np. roweru, która łączy obręcz ze szprychą. Technicznie nypel jest nakrętką o specjalnej konstrukcji.
Nypel ma postać krótkiej 12–16 mm tulei zakończonej od strony obręczy kołnierzem, a z drugiej przewężeniem pasującym do specjalnych kluczy do nypli. Wewnątrz nypel jest nagwintowany. Nyple wkłada się w otwory obręczy od zewnętrznej strony, a następnie nakręca na gwint znajdujący się na końcu szprychy. Po zmontowaniu koła można, obracając nyplami za pomocą klucza, zmieniać naciąg szprych i dzięki temu centrować koło. Nyple wytwarza się głównie z mosiądzu i pokrywa warstwą niklu w celu ochrony przed korozją, ale można też spotkać nyple wykonane ze stali nierdzewnej lub stopów aluminium. Te ostatnie są często anodowane na różne kolory.
Rozmiary nypli są ustandaryzowane. Posiadają one średnicę wewnętrzną równą rozmiarowi gwintu szprychy – 2 mm lub 1,8 mm. Przewężenie na klucz może mieć trzy rozmiary: 0,127 cala (3,2 mm, DT Swiss, Wheelsmith), 0,13 cala (3,3 mm, Berg, Union) lub 0,136 cala (3,45 mm). Kołnierz nypli może być dowolnie szeroki, ale musi mieć minimum 2,6 mm średnicy.
Główka nypla może mieć też kształt sześciokąta, lub gwiazdki (Mavic).